# Геруа (дворянский род)
Геруа́ (фр. Héroys) — русский дворянский род французского происхождения.
- Архитектор Клод Геруа выехал в Россию при Екатерине II и был академиком архитектуры (1774)
  -  Александр Клавдиевич (1784—1852) — инженер-генерал и член Военного совета
    - Николай Александрович (1833—1860)[1]
    - Владимир Александрович (1839—1904) — генерал-майор
      - Александр Владимирович (1870 — не ранее 1944) — генерал-лейтенант
      - Борис Владимирович (1876—1942) — генерал-майор